# الاتحاد للديمقراطية والتقدم الاجتماعي
الاتحاد للديمقراطية والتقدم الاجتماعي (بالفرنسية: Union pour la Démocratie et le Progrès Social)‏، كان حزبا سياسيا في بوركينا فاسو (فولتا العليا سابقا).
في الانتخابات البرلمانية لعام 2007 فاز الحزب بمقعد واحد من 111 مقعدًا في الجمعية الوطنية.